# Ambu
Ambu är en ort i Azerbajdzjan.   Den ligger i distriktet Lerik Rayonu, i den södra delen av landet, 220 kilometer sydväst om huvudstaden Baku. Ambu ligger 1 291 meter över havet och antalet invånare är 791.
Terrängen runt Ambu är varierad. Närmaste större samhälle är Lerik, 4,2 kilometer nordväst om Ambu. 
Trakten runt Ambu består i huvudsak av gräsmarker. Runt Ambu är det ganska tätbefolkat, med 60 invånare per kvadratkilometer.